# Sprite (personaggio)
Sprite è un personaggio dei fumetti Marvel Comics, creato da Stan Lee (testi) e Jack Kirby (disegni). Sprite è uno degli Eterni.

## Biografia del personaggio
Sprite è uno degli Eterni, individui umanoidi immortali creati dalle divinità cosmiche chiamate Celestiali allo scopo di ispirare e proteggere l'umanità. Sprite viene creato a Olympia, patria degli Eterni, circa un milione e mezzo di anni fa; la sua peculiarità è quella di avere l'aspetto di un bambino di undici anni, aspetto che lo accompagnerà per tutta la vita, riempiendolo di amarezza. Sprite vorrebbe infatti potersi comportare da adulto, ma gli altri Eterni non lo trattano come tale; viene ad esempio respinto dalla bella Sersi, di cui è invaghito, solo per il suo aspetto. Sprite si diverte inoltre a prendersi gioco degli altri (umani ed Eterni): si presenta ad esempio a James Matthew Barrie vestito di verde, ispirandogli la storia di Peter Pan.

### Gli Eternidi Stan Lee e Jack Kirby
Sprite si comporta come un ragazzino disadattato, quindi viene spesso sgridato e punito dagli altri Eterni. Il ragazzino riesce tuttavia a farsi onore contribuendo a salvare l'astronave dei Celestiali da un attacco dei Devianti; mentre gli Eterni stanno costituendo un'Uni-Mente, infatti, i Devianti ne approfittano per attaccare e Sprite (che non partecipa all'Uni-mente per via del suo comportamento ribelle) contatta l'Eterno Dimenticato, Gilgamesh (che a sua volta non partecipa all'Uni-mente essendo esiliato) e gli costruisce una tuta spaziale e un'astronave, architettando un piano che consente la vittoria degli Eterni.

### Gli Eternidi Neil Gaiman e John Romita Jr.
L'amarezza che Sprite si porta dentro per via del suo aspetto, tuttavia, lo spinge a compiere un gesto estremo: Sprite vuole essere un mortale, crescere, diventare adulto, amare le donne, persino morire. Sfruttando il suo potere di creare illusioni, quindi, il ragazzino spinge Zuras e Ajak a creare un Uni-Mente insieme a lui e Tiamut (il Celestiale Dormiente) e sfrutta il potere del Celestiale per alterare la realtà. In seguito a ciò tutti gli Eterni perdono la memoria (a parte Sprite, ma alcuni la conservano in parte) e diventano umani; Sprite, in particolare, si gode la sua vita da mortale come piccola star della televisione (con il seguitissimo programma È una cosa da Sprite) e cantante rock, con il falso nome di Colin (anche se il nome d'arte resta Sprite).
Ikaris è tuttavia uno degli Eterni che conservano parte dei ricordi e riferisce a Makkari che Sprite è un Eterno (anche se non sa che la colpa di tutto è di Sprite); Makkari si reca allora dal ragazzino, in California, ma quest'ultimo riesce a ingannarlo e a spingerlo ad attaccare inconsapevolmente il Celestiale Dormiente, mandando Makkari in una sorta di coma. Sprite viene a sua volta raggirato da due Devianti, che adorano Tiamut come un dio e usano Makkari per risvegliarlo.
Nella confusione che segue Sprite fugge, salendo su un treno. Viene tuttavia raggiunto da Zuras, leader degli Eterni, al quale dice che non è pentito di aver quasi distrutto gli Eterni; Zuras gli dà quindi l'estremo, affettuoso saluto e gli spezza l'osso del collo.

## Poteri e abilità
Sprite possiede i poteri tipici di tutti gli Eterni: immortalità (qualora muoia, rinasce a Olympia), forza e velocità superiori alla media umana (anche se non ne fa mai uso), levitazione.
Sprite è inoltre un plasmante, cioè un Eterno che possiede una spiccata abilità nel plasmare la materia, trasformando con facilità oggetti o esseri viventi. Il ragazzino possiede anche l'abilità di creare illusioni, così potenti da ingannare anche gli Eterni più potenti; questo potere, rafforzato dall'Uni-Mente con Tiamut, gli ha consentito di alterare la realtà a suo piacimento.

## Altri media

### Cinema

#### Marvel Cinematic Universe
La versione femminile di Sprite appare inizialmente come antagonista terziaria nel film del Marvel Cinematic Universe Eternals (2021), interpretata dalla giovanissima Lia McHugh. È una degli Eterni, capace di creare illusioni molto realistiche. Ha l'aspetto di una dodicenne e ciò, nel corso dei millenni, la porta a sviluppare una crescente frustrazione in quanto incapace di vivere appieno, essendo condannata a essere vista e considerata da tutti come una ragazzina. Ciò la porta a schierarsi con Ikaris (del quale è sempre stata innamorata) per favorire l'Emersione e far distruggere la Terra; successivamente, Sersi usa i poteri condivisi dalla squadra per renderla umana e permetterle di farla crescere. Come tale si iscrive a scuola e va vivere con Kingo.